# Thomas Christoph Heyde
Thomas Christoph Heyde (* 12. November 1973 in Leipzig) ist ein deutscher Komponist, Medienkünstler und Kurator. Er ist Vorsitzender des Forums Zeitgenössischer Musik Leipzig.

## Leben
Thomas Christoph Heyde wurde 1973 als Sohn eines Pfarrers in Leipzig geboren. Ab dem siebenten Lebensjahr wurde er am Klavier ausgebildet und erhielt später privaten Kompositionsunterricht bei Lorenz Stolzenbach. Ohne Abitur absolvierte er zunächst eine pharmazeutische Ausbildung und arbeitete als Pfleger in einem Leipziger Krankenhaus. Über einen Sondertest studierte er ab 1994 Komposition bei Peter Herrmann und Elektroakustische Musik bei Eckhard Rödger an der Hochschule für Musik und Theater „Felix Mendelssohn Bartholdy“ Leipzig. Dank zweier Stipendien studierte er von 1997 bis 1999 als Meisterschüler für Komposition bei Friedrich Schenker an der Akademie der Künste Berlin und bei Thomas Kesseler am Elektronischen Studio der Musik-Akademie der Stadt Basel.
Von 1998 bis 2006 lehrte er Medienkunst an der Hochschule für Grafik und Buchkunst Leipzig und war dort Leiter des Elektronischen Studios. Von 2001 bis 2002 war er Veranstalter der Konzertreihe Sende(r)musik des Mitteldeutschen Rundfunks (MDR). Er war Kurator mehrerer Projekte u. a. Interferenzen der Galerie Beck & Eggeling, Düsseldorf (1998), des Spinnerei-Festivals für zeitgenössische Musik, Leipzig/Dresden (1999–2001), des Musik-Zeit-Herbstfestivals, Leipzig (2001), des Matrix-Herbstfestivals für klingende Kunst, Leipzig (2003), des Grenzregionen-Festivals für osteuropäische Musik, Leipzig (2004), des Projekts ost.usw, Leipzig (2003) und des Kunstfestivals electric renaissance, Halle (2005). Seit 2003 ist er künstlerischer Leiter des Forums Zeitgenössischer Musik Leipzig (FZML). Er organisierte u. a. das Internationale Kunst- und Musikprojekt Cage100 (2012/13) sowie das transmediale Projekt ABENDMAHL – "abnehmender Schrecken | zunehmende Liebe". Im WS 2012/13 war er Lehrbeauftragter zum Thema John Cage und im WS 2016/17 zum Thema Musikalische Konzepte nach 1945 am Institut für Musikwissenschaft der Universität Leipzig.
Er schreibt vor allem Orchester- und Kammermusik. Seine Kompositionen wurden bereits bei Deutschlandradio, Deutschlandfunk, dem MDR, BR, WDR und im Schweizer Rundfunk übertragen. Sein besonderes Interesse gilt der Live-Elektronik und Videokunst. So arbeitete er mit Ulrich Polster zusammen. Die entstandenen Kunstvideos wurden in Museen in Frankreich und Großbritannien gezeigt.
Mit der Linguistikprofessorin Tatjana Zybatow (Universität Flensburg) hat er zwei Kinder. Er ist mit der Psychologin und Therapeutin Ina Habt verheiratet.

## Tonsprache
Der Musikpublizist Dirk Wieschollek beschrieb Heyde als: „mit «Klassik», «Neuer Musik» und «Techno» gleichermaßen sozialisiert“. Im Radiofeuilleton von Deutschlandradio Kultur hieß es: „Er will Menschen für Neue Musik begeistern, die wenig Kontakt zur Hochkultur pflegen. Dafür lässt er auch Konzerte an sehr ungewöhnlichen Orten spielen.“

## Auszeichnungen
- Stipendien der: Akademie der Künste Berlin, Studienstiftung des deutschen Volkes, Alfried Krupp von Bohlen und Halbach-Stiftung, Kulturstiftung des Freistaates Sachsen
- 2001: Händel-Förderpreis der Stadt Halle (geteilter Preis für Komposition)[11]

## Werke (Auswahl)

### Ohne Elektronik
- Apparitionen I (1995/96) für Trompete solo
- Streichquartett Nr. 3 (1995) – 1. Version (1996/97) – 2. Version
- Charakteristische Studien für Klavier (1995/96)
- Drei „Lieder“ (1995/96) für Bariton und Klavier
- Streichquartett Nr. 4 (1995/96)
- Rhythmica Moblié (1995) für vier Pianisten an zwei Klavieren
- Apparitionen II (1995). Kammermusik für 9 Spieler
- Lamento ? (1996). Requiem für 3 Instrumente, 2 Sprecher und Gesang. UA Weimar 1997
- NO NAME (1997). Ein Potpourri des Erwachens für Ensemble. UA Berlin 1997
- mein fremdes Land (1998) für Flöte solo
- ENSEMBLE (1998) für präpariertes Klavier. UA Leipzig 1998
- vor mir entlang (1998) für vier Blockflötenspieler
- Apparitionen V (1999) für Solovioline
- Schwebung (1999) für zweimanualiges Cembalo
- für S. (1999). Arie für Bariton und Kammerensemble (nach einem Text von Jürgen Becker). UA Leipzig 1999
- rufen? nein, wollen! (1999) für Ensemble
- Ansichtennetz (2000) für Englisch Horn, Fagott, Gitarre und Viola. UA Leipzig 2001 (Musik-Zeit-Herbstfestival, Schaubühne Lindenfels, Ensemble Sortisatio)
- Schwarzfahrer-Marsch I/II (2007) für Akkordeon, Triolas und Schlagzeug
- Bälle und Felle (2008) für Akkordeon und 3 Schlagzeuger

### Mit Elektronik
- Apparitionen III (1995/96) für Solovioline, 4-Kanal Zuspielbänder und Live-Elektronik. UA Leipzig 1996
- KULTUS (1996/97) für Mezzosopran, Kammerorchester, Kammerchor, Live-Elektronik und Zuspielband (mit Texten). UA Leipzig 2000
- Apparitionen IV (1997/98). Hörbilder für Oboe, 4-Kanal-Tonband und Live-Elektronik (nach Texten von Anna Achmatowa und Jurij Brězan). UA Leipzig 1998
- ARENA (1998) für Orchester
- Umgang-Aufstieg-Abgang (1999) für Flöte, Oboe, Trompete, Schlagzeug, Live-Elektronik und 4-Kanal-Tonband
- „Gewässer des Lichts“ (2000) für Mezzosopran, kleines Ensemble und Tonband (nach einem Text von Johannes Bobrowski)
- Piano(s)-Chat (2000) für MIDI-Klavier, Computer und Live-Elektronik. UA Leipzig
- Fernen (2001) für 3 Blockflöten, 8-Kanal-Tonband und Live-Elektronik. UA Berlin
- Ich-ein Fremder (2001) für Stimme, Kammerorchester, 7.1-Surround-Tape und Live-Elektronik (nach Texten von Miguel de Unamuno und Thomas Christoph Heyde). UA Dresden (Dresdner Zentrum für zeitgenössische Musik, Titus Engel (Ltg.))
- „Konfetti-Parade mit Hardcore-Romantik“ (2002) für Flöte, E-Gitarre, Video und Elektronik
- Apparitionen VI (2002) für Fagott, 2-Kanal-Tonband und Subwoofer
- Apparitionen VI (2002/05) für Blockflöte, 2-Kanal-Tonband und Subwoofer
- High-Culture-Motherfuckers (2002/03) für 4 Schlagzeuger und Tonband
- 3xkurz 3xlang (2005/06) für Ensemble, Live-Elektronik und Tape
- 3xkurz 3xlang II (2007/08) für Ensemble, Liveelektronik und Tape
- CH-GS1978 (2005/06) für 3 Blockflöten, mobile Videomonitore und Tape
- Frost (2004–07) für Violoncello, Elektronik und Videoscreens
- memory-faded (2006/07) für Viola, Klavier und Live-Elektronik
- Fieldz (2006/07) für Klavier, 4 Schlagzeuger und Elektronik
- Death Is Not the End (2008) für Orgel, Viola und Elektronik

## Schriften (Auswahl)
- Wege – Auswege – Umwege. Zu Situation, Strukturen und Inhalten der zeitgenössischen Musik. In: Neue Musikzeitung 51 (2002) 2. (gemeinsam mit Péter Kőszeghy)
- Neue Musik ohne Festivals? In: Positionen 52 (2002), S. 32–35. (gemeinsam mit Claus-Steffen Mahnkopf)
- FreiZeitArbeit. In: Positionen 76 (2008), S. 42–43.
- B-A-C-H | C-A-G-E. Zwei Weltenordner, Leipzig und CAGE100. In: Positionen 93 (2012).

### Sammelbände
- Heyde, Thomas Christoph. In: Deutscher Komponistenverband (Hg.): Komponisten der Gegenwart im Deutschen Komponistenverband: Ein Handbuch. 5. Auflage, ConBrio Verlags-Gesellschaft, Regensburg 2000, ISBN 3-932581-34-2, S. 446.
- Heyde, Thomas Christoph. In: Axel Schniederjürgen (Hrsg.): Kürschners Musiker-Handbuch. 5. Auflage, Saur Verlag, München 2006, ISBN 3-598-24212-3, S. 184.

### Interviews und Gespräche
- Ronny Arnold: Zwischen Konzerthaus und Bordell. Der Komponist Thomas Christoph Heyde. Deutschlandradio Kultur, 11. März 2013.
- Thomas Buchholz: Das Neue an der Neuen Musik als hinterfragbare Größe. Ein „Mail-Wechsel“ zwischen Prof. Thomas Buchholz und dem Komponisten Thomas C. Heyde. In: Neue Musikzeitung 51 (2002) 2.
- Stefan Reisner: Kein Feuerwerk abbrennen, sondern nachhaltig wirken. Ein Interview mit Thomas Chr. Heyde über die Cage-Interpretation im 21. Jahrhundert. In: Neue Musikzeitung 61 (2012) 11.